# Vic Ekberg
Victor John „Vic“ Ekberg (* 16. Juni 1932 in Melbourne; † 27. Juli 2020 in Melbourne) war ein australischer Eishockeyspieler.

## Karriere
Der gebürtige Kanadier Vic Ekberg nahm für die australische Nationalmannschaft an den Olympischen Winterspielen 1960 in Squaw Valley teil. Mit seinem Team belegte er den neunten und somit letzten Platz. Er selbst kam im Turnierverlauf in allen sechs Spielen zum Einsatz und bereitete dabei zwei Tore vor. Auf Vereinsebene spielte er für den Pirates Ice Hockey Club in Melbourne.